# フライト・クルー
『フライト・クルー』（FLIGHT CREW、原題：Экипаж、英題：THE CREW）は、2016年4月21日に公開されたロシアの航空スペクタクル・パニック映画。監督はニコライ・レベデフ、主演はウラジミール・マシコフ、ダニーラ・コズロフスキー、アグネ・グルダイトらが務めている。
日本ではヒューマントラストシネマ渋谷が2017年1月31日から開催した「未体験ゾーンの映画たち2017」にて上映した。同年7月5日にインターフィルムがDVDソフト（IF17-0858）として発売した。パッケージのキャッチコピーは「大地と戦え!!」である。2018年にはテレビ東京が『午後のロードショー』で地上波初放送した（10月24日午後13:35～15:40）。

## キャスト
※括弧内は日本語吹替。
- アレクセイ・グシチン：ダニーラ・コズロフスキー（庄司然）
- レオニード・ジンチェンコ：ウラジミール・マシコフ（西垣俊作）
- アレクサンドラ：アグネ・グルダイト（北村幸子）
- シェスタコフ：セルゲイ・ガザロフ（菊池康弘）
- ニコライ：セルゲイ・シャクロフ（真田雅隆）
- ミハイル：ヴァシリ・ミシュチェンコ（佐々木祐介）
- ピーター：オレグ・フォミン（高橋ちんねん）
- アンドレウ：セルゲイ・ケンポ（長谷部忠）
- イリーナ：エレナ・ヤコヴレワ（野々山恵梨）
- ビクトーリヤ：カテリーナ・シェピツァ（齊藤静香）
- バレラ・ジンチェンコ：セルゲイ・ロマノヴィッチ（藤間つよし）

※その他の日本語吹替：一花さくら、御子神孝次、一ノ瀬和也、山川龍聖、水瀬七海、阿部菜月、久保井美沙希、水嶋咲菜、井戸ゆい、西田俊輔、木倉康孝、古川誠哉、齋藤寿、三好貴也、吉岡貢嗣、酒井孝子、三枝五郎八、藤井麻衣、小牧里菜、砂哉あすみ、柘植れいか

## スタッフ
- 監督：ニコレイ・レベデフ
- 脚本：ティホン・コルネヴ、ユーリー・コロトコフ、ニコレイ・クリコフ、ニコライ・レベデフ、アレクセイ・オニシチェンコ
- 製作：ニキータ・ミハルコフ、レオニード・ヴェレシチャーギン、アントン・ズラトポルスキー
- 音楽：アルテム・ヴァシリエフ
- 撮影：アイレク・ハートウィッツ

日本語版制作スタッフ
- 演出：椿淳
- 翻訳：渡邉一治
- 録音・調整：沈孟萱
- 制作：メディアゲート